# 펜스 (영화)
《펜스》(영어: Fences)는 2016년 12월에 개봉한 미국의 드라마 영화이다. 덴절 워싱턴이 감독을 맡았으며, 오거스트 윌슨이 각본을 맡았다. 원작은 윌슨의 동명의 희곡으로, 퓰리처상을 수상한 바 있다. 윌슨은 10여 년 전인 2005년에 이미 사망했으나, 각본을 이미 완성해 둔 상태였다.

## 출연
- 덴절 워싱턴 - 트로이 맥슨
- 바이올라 데이비스 - 로즈 리 맥슨
- 스티븐 헨더슨 - 짐 보노
- 조반 아데포 - 코리 맥슨
- 러셀 혼즈비 - 라이언스 맥슨
- 미켈티 윌리엄슨 - 게이브리얼 맥슨
- 사니야 시드니 - 레이넬 맥슨